# Upside Down (Jack Johnson)
Upside Down is een single van de Amerikaanse zanger Jack Johnson afkomstig van het album Sing-A-Longs and Lullabies for the film Curious George (Soundtrack van Curious George).

## Uitgave
De Single bevatte in Nederland de volgende tracks:
1. Upside Down
2. Breakdown

## Hitnoteringen

### Nederlandse Top 40
| Upside Down in de Nederlandse Top 40 | Upside Down in de Nederlandse Top 40 | Upside Down in de Nederlandse Top 40 | Upside Down in de Nederlandse Top 40 | Upside Down in de Nederlandse Top 40 | Upside Down in de Nederlandse Top 40 |
| Week                                 | 1                                    | 2                                    | 3                                    | 4                                    | 5                                    |
| ------------------------------------ | ------------------------------------ | ------------------------------------ | ------------------------------------ | ------------------------------------ | ------------------------------------ |
| Nummer                               | 39                                   | 39                                   | 33                                   | 28                                   | 33                                   |

### NPO Radio 2 Top 2000
| Nummer met noteringen in de NPO Radio 2 Top 2000 | '10  | '11  | '12 | '13  |
| ------------------------------------------------ | ---- | ---- | --- | ---- |
| Upside Down                                      | 1871 | 1912 | -   | 1944 |

1. ↑  Een '-' betekent dat het nummer niet was genoteerd en een vetgedrukt getal geeft de hoogste notering aan.
2. ↑  2010 was het eerste jaar met een notering voor dit nummer.
3. ↑  Deze tabel is bijgewerkt tot en met de laatste editie (2024).